# Mercury (archipelag)
Wyspy Mercury (ang. Mercury Islands, pol. Wyspy Merkurego) – archipelag leżący u wybrzeży północno-wschodniej części Nowej Zelandii niedaleko Wyspy Północnej. Znajdują się one 8 km od wybrzeża półwyspu Coromandel i 35 km na północny wschód od miasta Whitianga. 

## Skład
Łańcuch wysp Mercury składa się z:
| Nazwa          | Inna nazwa | Położenie |
| -------------- | ---------- | --------- |
| Great Mercury  | Ahuahu     | Wschód    |
| Red Mercury    | Whakau     | Zachód    |
| Middle Mercury | Atiu       | Centrum   |
| Korapuki       |            | Centrum   |
| Green          |            | Centrum   |
| Kawhitu        |            | Centrum   |
| Double Islands |            | Zachód    |

Tylko główne wyspy są zamieszkane. Reszta to części rezerwatu przyrody. Na południe od tego łańcucha leżą liczne małe wysepki na północ od ujścia Mercury Bay. Jedna samotna wyspa, Cuvier, leży około 15 km na północ od wyspy Great Mercury, jednak nie jest zwykle uważana za część archipelagu Mercury. 
Great Mercury jest własnością biznesmena Michaela Faya, który obecnie mieszka w Szwajcarii. Prywatne wyspy, które oferują dwie luksusowe rezydencje, można wypożyczyć za około 20 000 dolarów za dzień. Wokalista Bono i gitarzysta The Edge z zespołu U2 przebywali na wyspie podczas koncertu w Auckland w listopadzie 2006 roku.